# NGC 6752
NGC 6752 ist die Bezeichnung eines Kugelsternhaufens im Sternbild Pfau, dessen Entdeckung im Jahre 1826 von dem Astronomen James Dunlop im New General Catalogue verzeichnet ist.
NGC 6752 hat eine scheinbare Helligkeit von 5,3 mag und hat einen Winkeldurchmesser von 29'. Er ist somit nach 47 Tucanae und Omega Centauri der am hellsten erscheinende Kugelsternhaufen. Der Sternhaufen hat die 160.000-fache Masse der Sonne und einen Kerndurchmesser von 2,7 Lichtjahren; sein Alter wird auf 13,8 Milliarden Jahre geschätzt, was dem Alter des Universums entspricht.
Eine Untersuchung des Sternhaufens mit dem Hubble-Weltraumteleskop deutet darauf hin, dass 10–38 % der Sterne im Zentrum ein Doppelsternsystem bilden. An NGC 6752 zeigte eine Untersuchung zur Sternentwicklung mittels Ultraviolettbeobachtungen, dass sich von den mehr als 100.000 Sternen 355 in einem Stadium befinden, in dem sie mehr als 30.000 Kelvin Oberflächentemperatur erreichen.

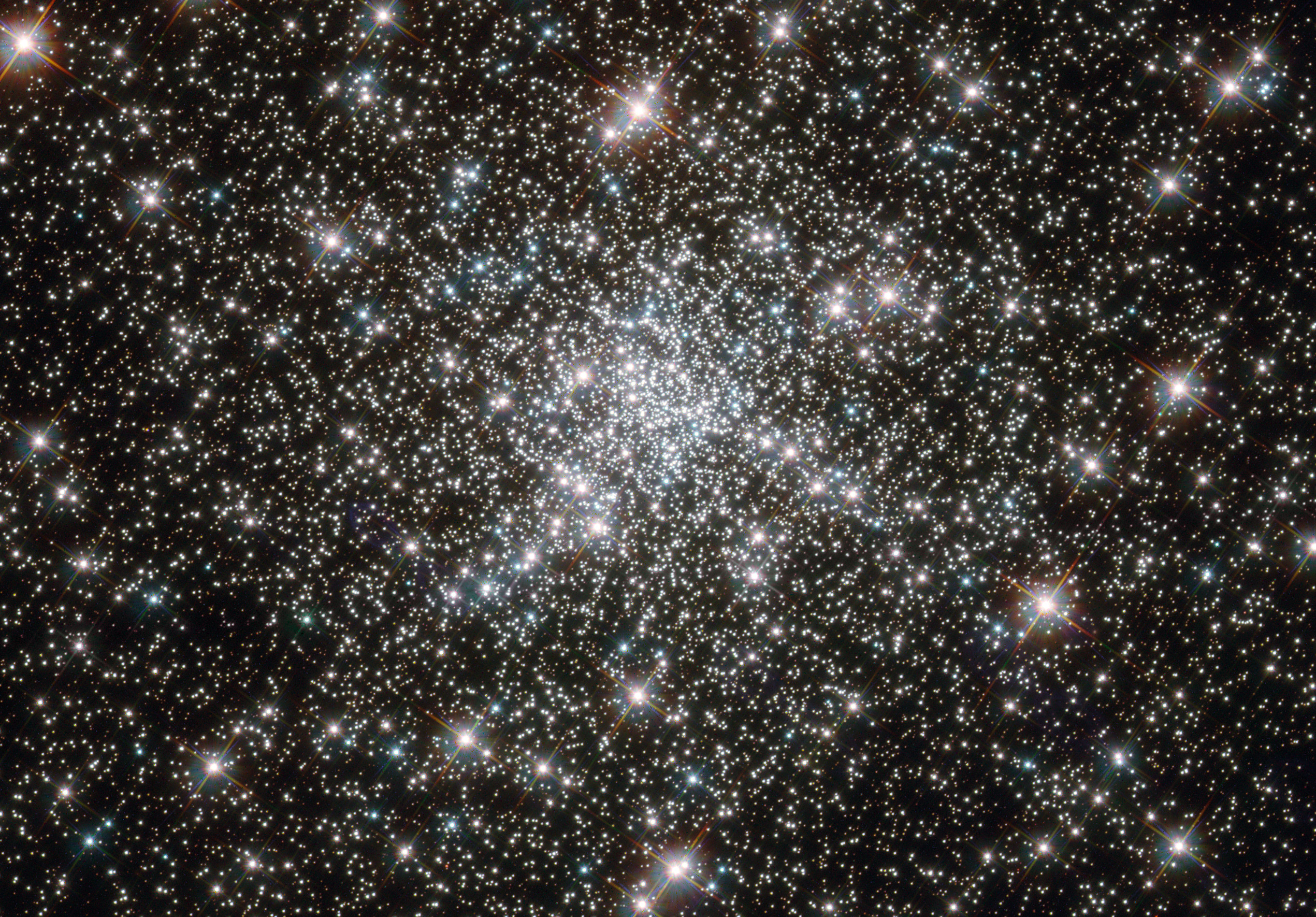
Detailstudie des Zentrums des Hubble-Weltraumteleskops.
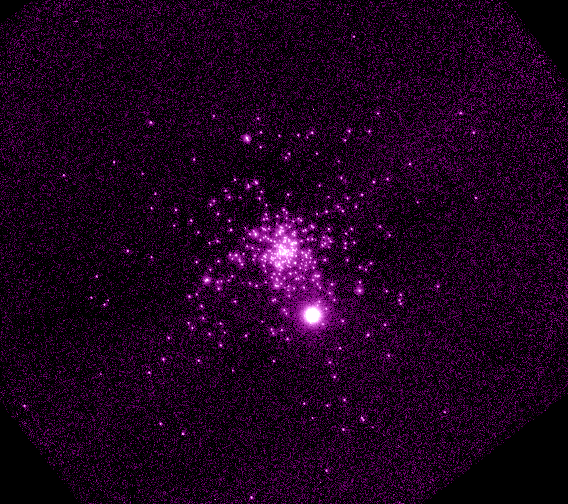
Aufnahme des Ultraviolet Imaging Telescope zur Untersuchung der Sternentwicklung in NGC 6752.